# أونترنيمين إلستر
أونترنيمين إلستر (عملية غراب العُقعُق) كانت مهمة تجسسية ألمانية بغرض جمع معلومات استخباراتية عن القدرات العسكرية والتكنولوجية للولايات المتحدة الأمريكية أثناء الحرب العالمية الثانية. انطلقت العملية في سبتمر -أيلول- عام (1944) بعميلين نازيين، أبحرا للولايات المتحدة الأمريكية من كيل بألمانيا على متن الغواصة الألمانية يو-1230، ليصلا إلى شواطئ ولاية ماين الأمريكية في التاسع والعشرين من نوفمبر -تشرين الثاني- عام (1944). كان العميل الأول هو ويليام كوليبو، وهو أمريكي الأصل لكنه فر في وقت لاحق إلى ألمانيا، أمّا العميل الثاني فهو إريش جمبيل، والذي تلقى تدريبًا تحت أيدي المخابرات الألمانية. قضى الاثنان قرابة شهر في مدينة نيويورك الأمريكية، أنفقوا الكثير من الأموال على وسائل التسلية والترفيه، لكنهم لم يحققوا أيًا من أهداف المهمة التي وُكلت إليهم.
انسلخ كوليبو بسرعة من تعهده بالتجسس لصالح ألمانيا آملًا بألا يتعرض لعقوبة الإعدام بسبب خيانته للولايات المتحدة، سلم نفسه بعد ذلك إلى مكتب التحقيقات الفدرالي وخان شريكه جيمبل. أنهى كوليبو المهمة فعليًا في نهاية ديسمبر عام (1944). في فبراير عام (1945)، أدانت المحكمة العسكرية العميلين بتهمة الخيانة وحُكم عليهم بالإعدام. كانت هذه هي المرة الثالثة من نوعها في تاريخ الولايات المتحدة الأمريكية التي يتهم فيها القضاء العسكري مواطنين أمريكيين بالخيانة العظمى كمُشاركين في مؤامرة على الولايات المتحدة. عندما انتهت الحرب، خفف الرئيس هاري ترومان الحكم عليهم إلى السجن المؤبد. أُيطلق سراح جيمبل بعد ذلك عام (1955)، بينما أُطلق سراح كوليبو عام (1960).
كانت عملية غراب العُقعُق واحدة من بين عمليتين فقط يقوم فيهما الألمان بإيصال عملائهم إلى شواطئ الولايات المتحدة الأمريكية عن طريق غواصات أثناء الحرب العالمية الثانية. على الرغم من عدد الإدعاءات والمضاربات حول مهمة غراب العقعق وهدفها، بتخريب مشروع منهاتن، إلا أنه لا يوجد دليل يدعم هذه الإدعاءات في سجلات التحقيق الرسمية.

## المهمة

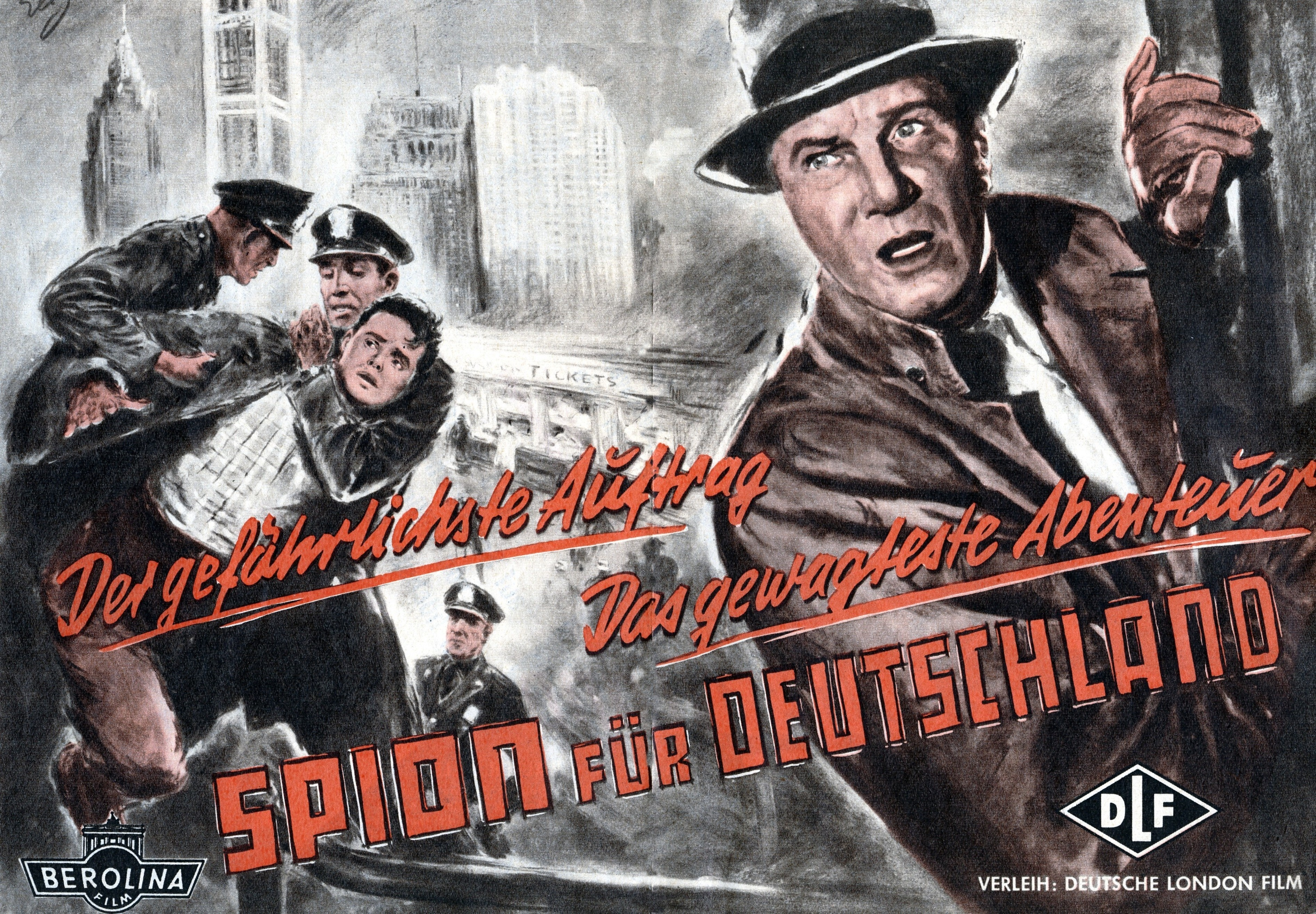
الملصق لفيلم الجاسوس في ألمانيا (1956).

نشأت فكرة الهبوط بالجواسيس على شواطئ الولايات المتحدة الأمريكية عن طريق الغواصات من قِبل وزير الخارجية بألمانيا النازية، يواكيم فون ريبنتروب، لكن هذه العملية بالذات تم الإعداد لها من قِبل شوتزشتفيل -وكالة استخباراتية كانت تعمل مباشرة تحت قيادة أدولف هتلر-. كانت عملية غراب العُقعُق العملية الثانية والأخيرة التي يقوم فيها الألمان بإيصال جواسيسهم إلى شواطئ الولايات المتحدة عن طريق الغواصات. استخدم الألمان في العملية السابقة للعُقعُق غواصة يو-بوت لإيصال مجموعة من العملاء لشواطئ الولايات المتحدة الأمريكية في يونيو عام (1942)، لكن فشلت هذه العملية مما أدى إلى القبض على الجواسيس الثمانية الذي نشرهم الألمان.
في الأصل، كانت تهدف عملية غراب العُقعُق إلى جمع المعلومات حول تأثير الدعاية النازية في الولايات المتحدة الأمريكية، لكن بعد ذلك، توسّع هدف المهمة ليشمل جمع المعلومات المختلفة حول الهندسة التقنية. كانت الاستخبارات النازية تولي اهتمامًا خاصًا بأحواض بناء السُفن ومصانع الطائرات الحربية ومنشآت اختبار الصواريخ.
هدفت العملية للاستمرار بجمع المعلومات على مدار عامين، وكانت تخطط لإرسال المعلومات إلى ألمانيا النازية باستخدام شفرة موريس عن طريق موجات راديوية قصيرة يُمكن للعملاء النازيين التعامل معها. في حالة عدم تمكنهم من إرسال المعلومات التي حصلوا عليها عن طريق الموجات الراديوية، كان عليهم إرسالها عن طريق خطابات بريدية مكتوبه بالحبر السري وموجهه إلى عدد من مواقع استلام البريد التي  تشمل بعض أسرى الحرب الأمريكيين أو إلى بعض الوسطاء الموجودين في إسبانيا. كان يُخطط أيضًا لقيام جواسيس العُقعُق ببناء أجهزة إرسال راديوية قصيرة الموجة لاستخدامها من قِبل العملاء النازيين الذين سيصلون إلى الولايات المتحدة في المستقبل.

### العملاء
اُختير لأجل هذه المهمة التجسسية ويليام كوليبو ذو السادسة والعشرين عامًا، والمواطن الأمريكي إريش جيمبل ذو الرابعة والثلاثي عامًا من نيانتيك بالولايات المتحدة الأمريكية، والذي انشق ليلتحق بألمانيا النازية. كان جيمبل فني متخصص في تشغيل وإدارة موجات الراديو، التحق بالعمليات التجسسية لصالح ألمانيا النزية مع بداية الحرب العالمية الثانية.
كان جيمبل عميل سري مخضرم، بدأ أنشطته كمخبر استخباراتي في منتصف ثلاثينيات القرن الماضي في ليما ببيرو، حيثُ كان يعمل لصالح تليفونكين كمهندس إذاعي، نقل العديد من المعلومات التي قام بجمعها إلى الغواصات الألمانية التي كانت تنتظر بالقرب من الشواطئ. أرسل أيضًا كثير من المعلومات الهامة التي جمعها من المسئولين الفاسدين في بيرو إلى الحكومة النازية آنذاك. ترك بيرو ليعود إلى ألمانيا عام (1942)، ليُجند بعد ذلك بفترة قصيرة لصالح جهاز الاستخبارات الأجنبية الألمانية. جعلته خبرته كعميل سرية ومهاراته في إدارة وتشغيل أجهزة الراديو شخص فريد وذي قيمة، ليصدر بعد ذلك تقريرًا يوصي بتعيينه في مشروع 14 الاستخباراتي عام (1942)، وهي مهمة ألمانية سرية صُممت لشل الحركة في قناة بنما، لكنها أُلغيت بعد ذلك بوقت قصير قبل الوقت المُقرر لانطلاقها.
وفقًا للعديد من المصادر، نشأ كوليبو في أسرة تُدين بالولاء الشديد إلى ألمانيا وغالبًا ما كانت تستمع إلى الدعاية الألمانية القادمة من برلين عن طريق الراديو. التحق بمعهد ماساتشوستس لفترة وجيزة بعد تخرجه من أكاديمية الأدميرال فاراجوت. خدم لنحو 14 شهرًا في البحرية المدنية بالولايات المتحدة الأمريكية. في عام (1942)، قُبض عليه في فلاديليفيا لتهربه من الخدمة الإلزامية العسكرية بالولايات المتحدة، ليُجند بعد ذلك في قوات البحرية الأمريكية، لكنه تركها في عام (1943)، وفي العام التالي التحق بالعمل في مصنع للساعات، ثم في مزرعة. وفي عام (1944)، وخوفًا من ملاحقته من قِبل الجيش، سجل نفسه كأحد أفراد الطاقم على سفينة إس إس جريبشولم وأبحر إلى لشبونة، حيثُ ذهب إلى السفارة الألمانية هناك وطلب الالتحاق بالجيش الألماني، أخبرهم كوليبو أنه تخلّى عن الجنسية الأمريكية ويدين بالولاء الكامل لألمانيا. في برلين،  جنده جهاز الاستخبارات الأجنبية، حيثُ تلقى تدريبات مكثفة على التجسس واستخدام الأسلحة النارية.
لم يكُن كوليبو شخصًا موثوقًا لدى الألمان، لكنه كان الأفضل لتنفيذ هذه العملية بسبب معرفته السهلة بالمجتمع والعادات الأمريكية. كان يُخطط أيضًا أن كوليبو سيتولى أي تفاعلات أو حديث مع السكان المحليين بدلًا من جيمبل الذي يتحدث الأنجليزية لكن بلكنة ألمانية ملحوظة.

### الهبوط
بعد اكتمال تدريباتهم في لاهاي، استقل جيمبل وكوليبو الغواصة يو-1230 الألمانية في الثاني والعشرين من سبتمر عام (1944) للإبحار إلى شواطئ الولايات المتحدة الأمريكية. كان موقع الهبوط بالقرب من 44°28′25″N 68°14′41″W على الشاطئ الغربي لمدينة هونكوك بولاية ماين، اختير هذا الموقع بالذات لأنه الموقع الذي يُمكّن الغواصات من الاقتراب من الشاطئ لأقصى درجة ممكنه.
في مساء التاسع والعشرين من نوفمبر عام (1944)، قضى الاثنان ثمانية أيام في قاع المحيط بالقرب من شاطئ ولاية ماين لتجنب الدوريات الأمريكية الساحلية، انتقلت بهم يو-1230 إلى فريشمان باي -موقع آخر على الشاطئ- ليهبط الاثنان على الشاطئ في تمام الساعة الحادية عشر مساءً.
سار جيمبل وكوليبو الشاطئ الصخري حتى وصلا إلى طريق محلي على بُعد خمسة أميال من الطريق السريع 1 بالولايات المتحدة، ومن حسن الحظ تمكنا من استقلال سيارة كانت في طريقها إلى بانجور. رُصد الرجلان مرتين وهم يمشون على الأقدام في منطقة هانكوك بوينت، حيثُ لاحظ المراقبون بريبة الزي الغريب الذي يرتدونه في المدينة وحقائبهم، ونقص القبعات والمظلات التي بحوزتهم في هذه الليلة الثلجية. رأت ماري فورني وهي سيدة محلية الرجلين بينما كانت تقود سيارتها عائدة إلى المنزل. كما لاحظ هارفارد هودجيكنز ابن نائب قائد الشرطة المحلية وذو السابعة عشر عامًا الرجلين وهو في طريقه إلى المنزل. كما لاحظ الفتى أن أثار أقدامهما على الأرضية الثلجية تؤدي إلى الشاطئ. كان هودجيكنز الأكبر -نائب قائد الشرطة المحلية- في رحلة صيد، لكن عند عودته تحقق من التقارير التي وصلته وتواصل مع مكتب التحقيقات الفدرالي، لكن بعد أن مرت خمسة أيام كاملة.